# Цзяочэн (Люйлян)
Цзяочэ́н (кит. упр. 交城, пиньинь Jiāochéng) — уезд городского округа Люйлян провинции Шаньси (КНР). Название означает «город у слияния рек», и связано с тем, что изначально административный центр уезда располагался у слияния рек Фэньхэ и Кунхэ (сейчас эти места входят в состав уезда Гуцзяо).

## История
Уезд Цзяочэн был создан при империи Суй в 596 году.
В 1949 году был образован Специальный район Фэньян (汾阳专区), и уезд Цзяочэн вошёл в его состав. В 1951 году Специальный район Фэньян был расформирован, и уезд перешёл в состав Специального района Юйцы (榆次专区). В 1958 году северная часть уезда была выделена в Горнодобывающе-промышленный район Гуцзяо, а сам уезд был присоединён к уезду Фэньян. В 1959 году уезд был воссоздан, войдя в состав Специального района Цзиньчжун (晋中专区). В 1967 году Специальный район Цзиньчжун был переименован в Округ Цзиньчжун (晋中地区)
В 1971 году был образован Округ Люйлян (吕梁地区), и уезд перешёл в его состав.
Постановлением Госсовета КНР от 23 октября 2003 года с 2004 года округ Люйлян был расформирован, а вместо него образован городской округ Люйлян.

## Административное деление
Уезд делится на 6 посёлков и 4 волости.